# Klenová
Klenová är en ort i Tjeckien.   Den ligger i regionen Plzeň, i den västra delen av landet, 120 km sydväst om huvudstaden Prag. Klenová ligger 481 meter över havet och antalet invånare är 112.
Terrängen runt Klenová är kuperad söderut, men norrut är den platt. Terrängen runt Klenová sluttar norrut. Runt Klenová är det mycket glesbefolkat, med 6 invånare per kvadratkilometer. Närmaste större samhälle är Klatovy, 8,2 km nordost om Klenová. I omgivningarna runt Klenová växer i huvudsak blandskog.

## Galleri

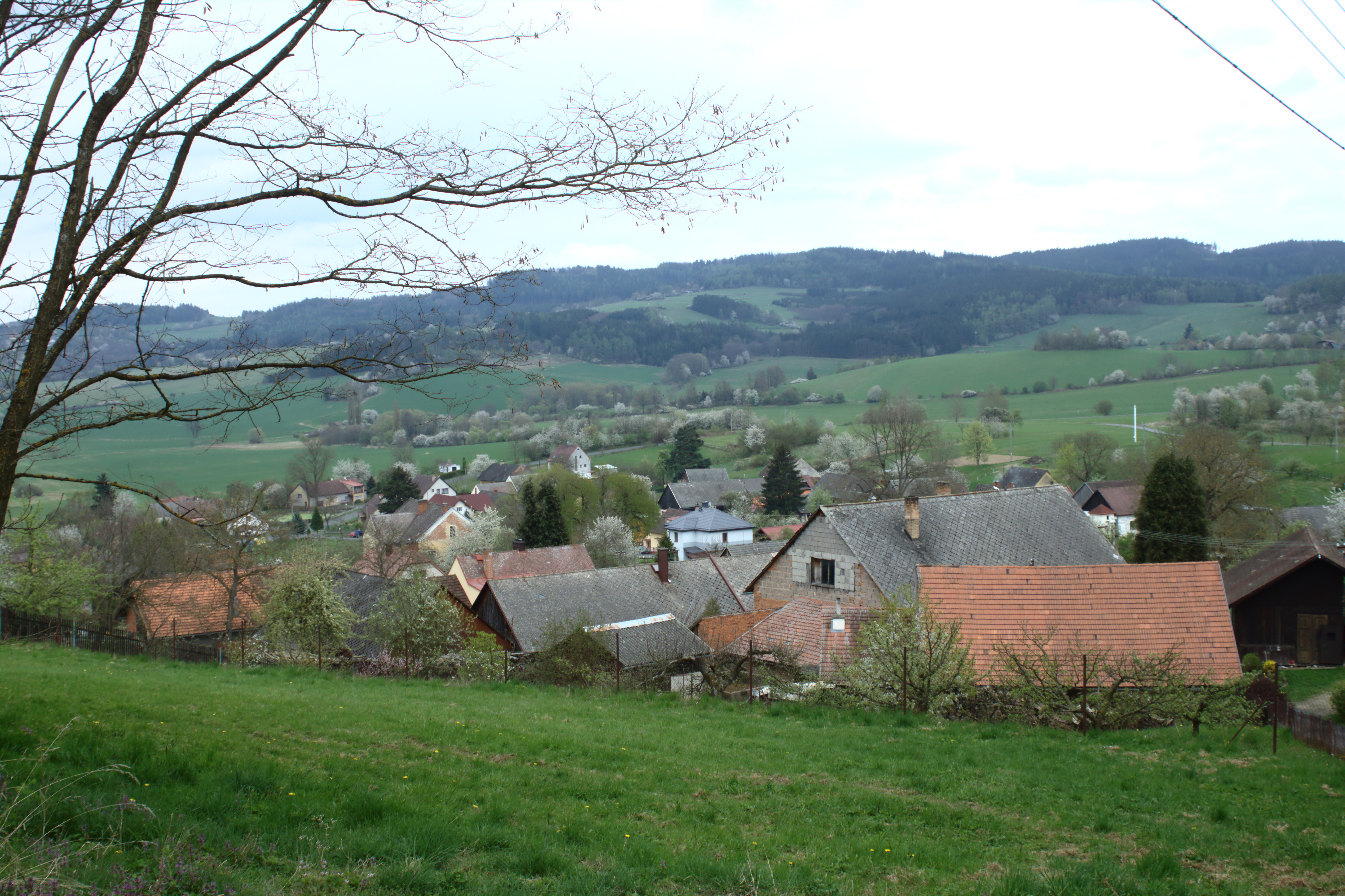
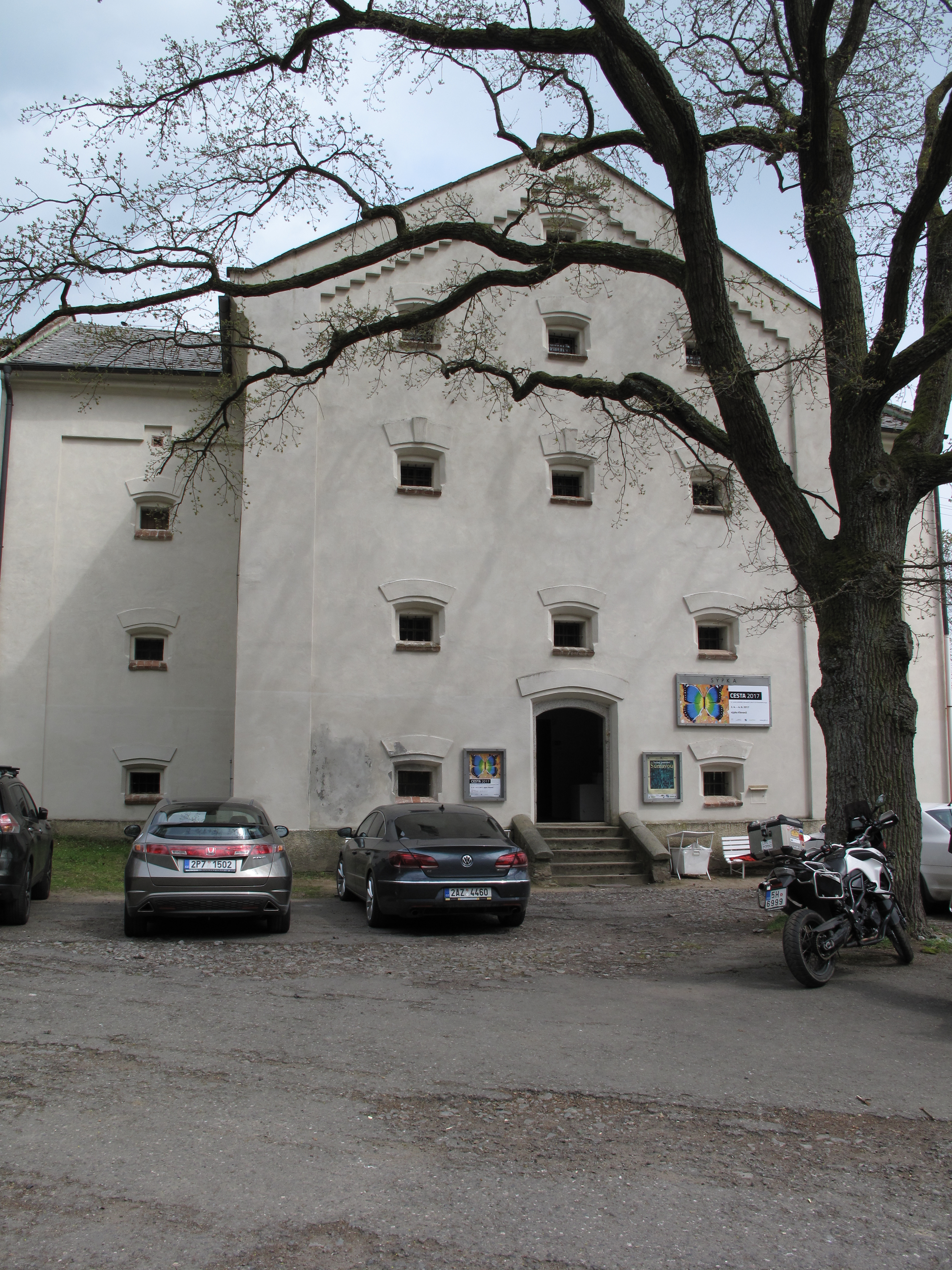
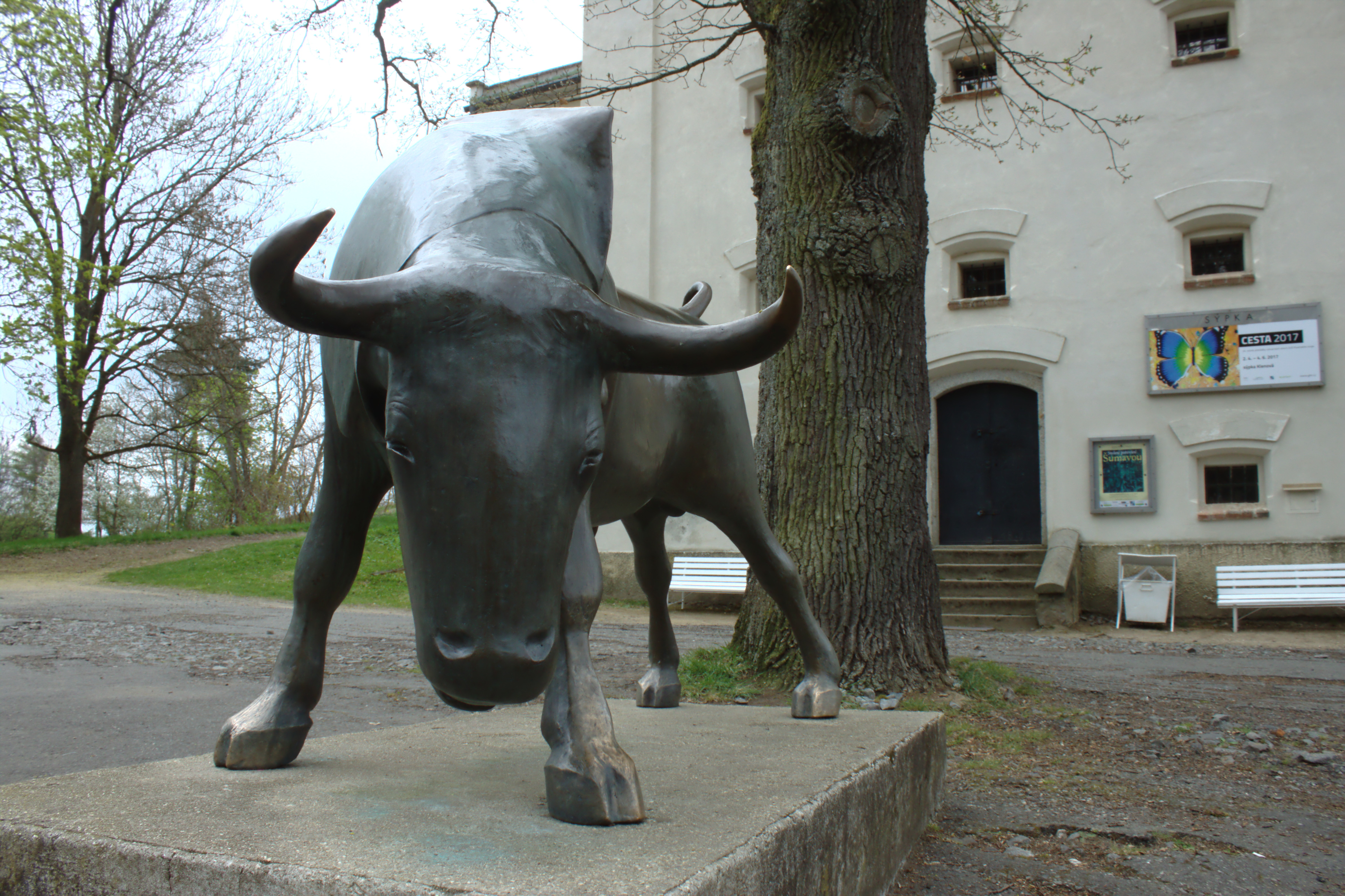